# Jüdische Gemeinde Bovenden
Die jüdische Gemeinde Bovenden geht zurück bis in das 15. Jahrhundert. Im 20. Jahrhundert, in der Zeit des Nationalsozialismus, wurden die jüdischen Einwohner Bovendens deportiert, womit die jüdische Gemeinde aufhörte zu existieren.

## Geschichte
Die Geschichte der jüdischen Gemeinde in Bovenden umfasst fünf Jahrhunderte, die von Phasen der Blüte und des Niedergangs gekennzeichnet sind.

### Spätmittelalter
Die ersten Nennungen von Juden in Bovenden gehen auf das Jahr 1435 zurück, wobei bis ins 16. Jahrhundert eher von temporären Aufenthalten als von einer kleinen, aber dauerhaften Besiedlung auszugehen ist.

### Frühe Neuzeit
Eine erste permanente Siedlung von jüdischen Bewohnern in Bovenden ist zwischen 1530 und 1550 nachweisbar. Nach einem Hiatus bis etwa 1600 ließen sich wieder mehrere jüdische Familien in Bovenden nieder. Der wechselhaften Judenpolitik der Herzöge von Braunschweig-Wolfenbüttel geschuldet, wechselten immer wieder Haushalte nach Göttingen über, ehe Bovenden für den Raum Göttingen schließlich der einzige Zufluchtsort für jüdische Familien wurde. Während des Dreißigjährigen Krieges zählte die Gemeinde 52 Mitglieder. Im Laufe des Krieges wurde die jüdische Gemeinde dezimiert, vor allem durch Umsiedlungen. Nach einer zaghaften Wiederbesiedlung durch Nachkommen ehemaliger Bovender Juden wuchs die Gemeinde dann stetig.
Die wirtschaftlichen Betätigungsfelder der jüdischen Gemeindemitglieder lagen in dieser Zeit vor allem im Viehhandel, im Handel mit Edelmetallen und in Kreditgeschäften. Teilweise verfügten die Juden in Bovenden schon über Grundbesitz und nahmen an den Schützenfesten teil.

### Blütezeit im 19. Jahrhundert

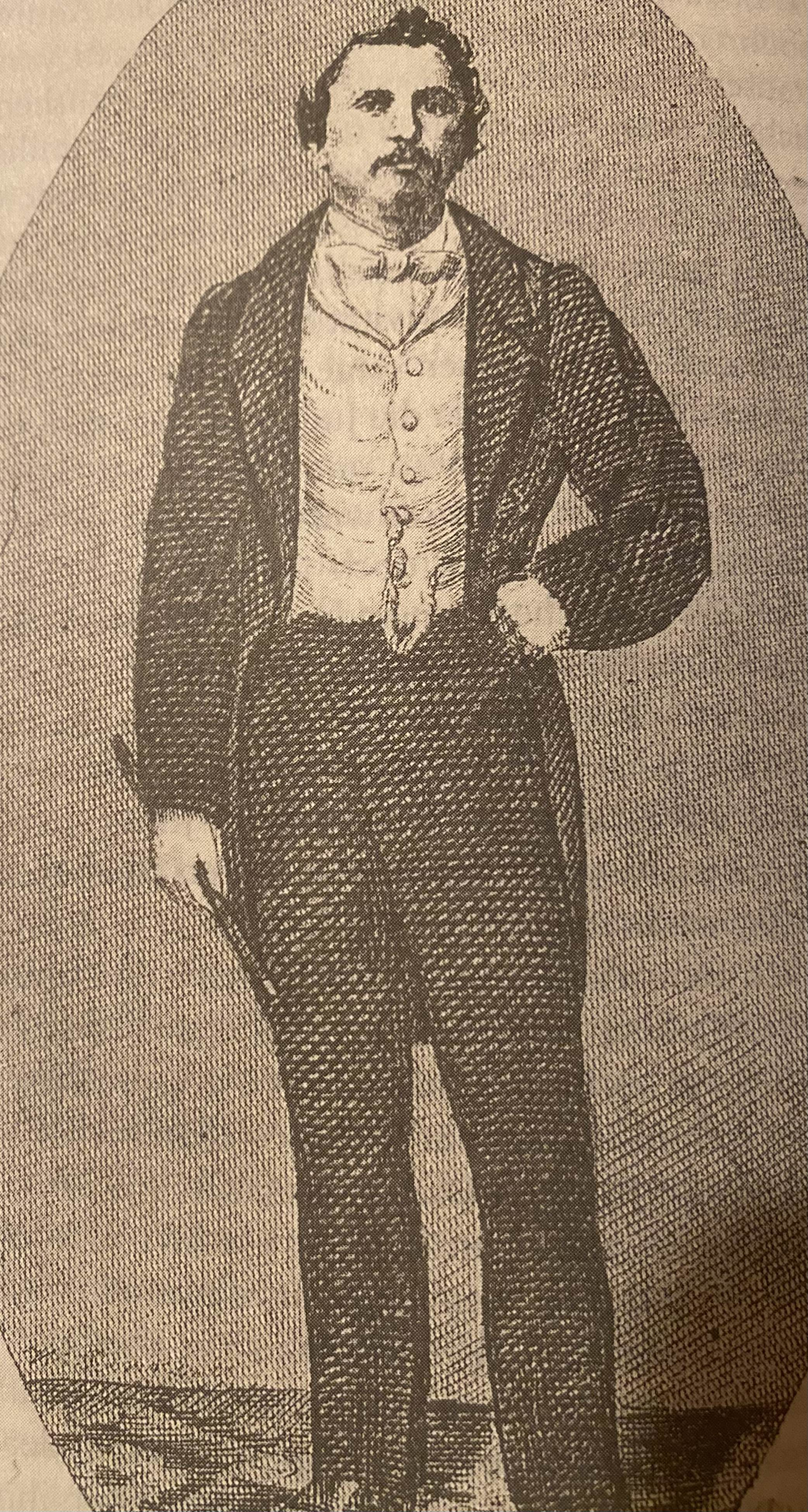
Der jüdische Zauberkünstler Basch aus Bovenden, um 1850

Zu Beginn des 19. Jahrhunderts war die auf 17 Familien und 60 Personen angewachsene Gemeinschaft in Bovenden die größte jüdische Gemeinde in Südniedersachsen. Handelsbeziehungen der Bovender Juden bestanden nach Bremen, Kassel und Göttingen sowie in den Osten bis nach Leipzig. Neben den Händlern sind ein Advokat, ein Tierarzt sowie die Gewerbe, die im Zusammenhang mit der Viehverwertung standen, belegt. Mit der Familie Basch waren mehrere Zauberkünstler vertreten, die Aufführungen in der Umgebung anboten. Die 1858 von der Familie Löwenthal gegründete Zigarrenfabrik brachte ihren Gründern wirtschaftlichen Erfolg und eine angesehene Stellung in der lokalen Gesellschaft. Louis Löwenthal war der größte Steuerzahler in Bovenden und beteiligte sich rege am Vereinsleben in Bovenden. Neben Vereinsmitgliedschaften im Turnverein und im Gesangsverein gründete er mit weiteren Bovendern 1883 den Kriegerverein. Unter seinem Vorsitz wurde 1896 das Kriegerdenkmal in Bovenden errichtet.

### Frühes 20. Jahrhundert und Zeit des Nationalsozialismus
Im Ersten Weltkrieg dienten sechs Angehörige der jüdischen Gemeinde in Bovenden an der Front, zwei starben, ein Mann wurde schwer verwundet. In der Folgezeit ging die jüdische Bevölkerung im Ort durch den Wegzug der jüngeren Generation zurück. 1929 waren schließlich nur noch zwei jüdische Familien in Bovenden ansässig. Das letzte Gewerbe war ein Textil- und Kurzwarengeschäft, nach der Machtergreifung der Nationalsozialisten musste der Besitzer Julius Jacobs schließlich aufgeben. Die wenigen verliebenden Juden wurden in der Reichspogromnacht drangsaliert und zeitweise inhaftiert. Durch Zuzug von anderen Juden, die aus den Orten der Umgebung Schutz bei Verwandten in Bovenden suchten, stieg die Zahl der jüdischen Bewohner noch einmal leicht an. Bis Juli 1942 wurden alle jüdischen Bewohner Bovendens in Konzentrationslager deportiert.

### Nach dem Zweiten Weltkrieg
Als einziger Überlebender der Bovender Gemeinde kehrte Max Lilienthal 1945 in den Ort zurück und blieb bis zu seinem Tod im Jahr 1971. Von 1956 bis 1971 war er Vorsteher der Göttinger Synagogengemeinde.

## Einrichtungen

### Synagoge
Mit Beginn des 19. Jahrhunderts nutzte die Gemeinde mietweise Räume in einem Hintergebäude in der Breiten Straße 19 als Synagoge. Das Gebäude wurde bis 1835 in mehreren Schritten gekauft. Es wurde bis 1922 genutzt, bis die Gemeinde zu klein wurde, um Gottesdienst zu halten. Das Haus wurde 1922 verkauft und 1960 abgebrochen. Bis 1845 existierte eine Mikwe in der Unteren Straße.

### Schule
Das Synagogengebäude beherbergte auch die jüdische Schule. Bis zur Schließung der Schule 1909 lassen sich nahezu alle Lehrer benennen. Die Lehrer waren in der Regel auch die Schächter und Kantoren der Bovender Gemeinde. 1901 verfasste der Lehrer Levi Schwalm die Chronik der israelitischen Volksschule zu Bovenden.

### Friedhof
Auf dem Lohberg erstreckt sich der ehemalige jüdische Friedhof über ca. 300 Meter. Er wurde um 1680 angelegt, 65 Grabsteine sind noch erhalten. Die 65 Bestattungen decken nur einen Bruchteil der dokumentierten Sterbefälle jüdischer Bürger in Bovenden ab. An weiteren Toponymen, die auf eine jüdische Begräbnisstätte hinweisen, konnte kein Friedhof nachgewiesen werden. Der Friedhof auf dem Lohberg war bis in die 1940er Jahre mehrfach Vandalismus ausgesetzt. Die ältesten jüdischen Grabsteine in Bovenden stammen aus den 1770er und 1780er Jahren, der jüngste aus dem Jahr 1926.

## Erinnerung
In Bovenden erinnern heute zwei historische Informationstafeln an die Zigarrenfabrik der Löwenthals und an den Standort der Synagoge. Ein weiteres Hinweisschild befindet sich am jüdischen Friedhof, der vom Flecken Bovenden gepflegt wird.